# Estany de les Mussoles

L'Estany de les Mussoles o des Mussoles és un llac d'origen glacial que es troba dins del Parc Nacional d'Aigüestortes i Estany de Sant Maurici, a 2.356 m d'altitud, en el terme municipal de la Vall de Boí, a l'Alta Ribagorça.

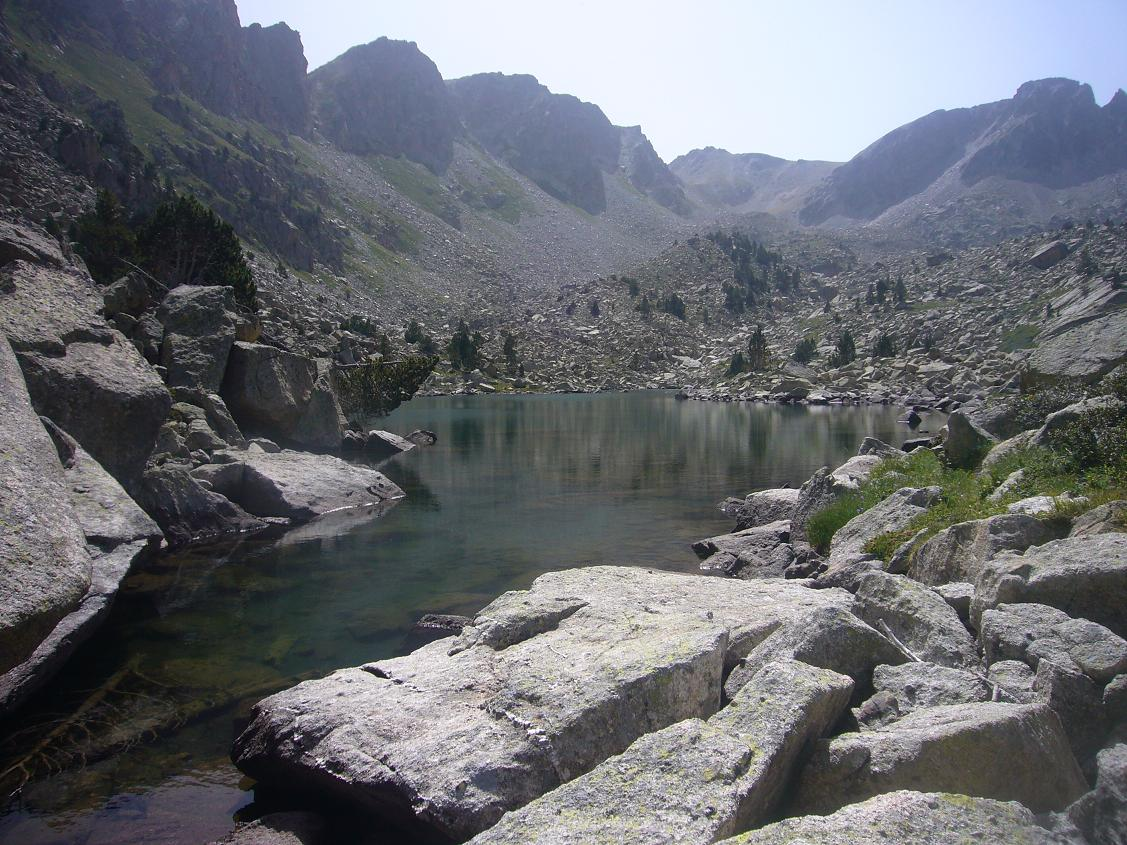
Estany de les Mussoles vist des del seu desguàs.

El seu nom prové «del basc, mun-tzi-ol-a, cabana de l'aturonament, del massís de turons».
Situat en les Mussoles, la vall dreta de les dues que conformen la Vall de les Mussoles, flanquejat per la Serra de les Mussoles al nord-est i el serrat que baixa de la Dent de les Mussoles a ponent, per sota dels Estanys de Cap de les Mussoles, drena, cap al nord-oest, al Barranc de les Mussoles.

## Rutes[3]
La ruta surt del Planell de Sant Esperit resseguint la riba esquerra del Barranc de Llacs, fins a trobar i seguir, cap al sud-est, el Barranc de les Mussoles. Al trobar el punt on desaigua el Barranc de la Cometa de les Mussoles la ruta ressegueix aquest barranc uns 400 metres direcció sud, on gira cap al nord-est, per resseguir després la riba dreta del Barranc de les Mussoles una altra vegada fins a arribar a l'estany.